# Aulus Bucius Lappius Maximus
Aulus Maximus Bucius Lappius was een Romeins politicus en senator aan het eind van de eerste eeuw na Christus
Rond 83/84 was Lappius Maximus proconsul van de provincie Pontus et Bithynia. Van september tot december van het jaar 86 bekleedde hij zijn eerste suffect consulaat. Na dit consulaat werd Lappius Maximus legaat van de provincie Germania inferior (87/88-89/90). Als zodanig sloeg hij de opstand van de legaat van de provincie Germania superior, Lucius Antonius Saturninus tegen keizer Domitianus neer. Hij verbrandde de documenten van de samenzweerders. Hierna werd hij benoemd tot legaat van de provincie Syria (ca. 90/91-93). Van mei tot augustus 95 bekleedde Lappius Maximus zijn tweede Suffectconsulaat. In 102 werd hij Pontifex.

## Voetnoten
1. ↑  Vroeger werd ook de naam "L. Appius Maximus" gebruikt. Voor een juiste interpretatie, zie J. Assa, in: Akte des IV. Internationalen Kongresses für griechische und lateinische Epigraphik, Wenen 1964, blz. 31-39